# Anulo
Anulo ou Ale est un des prétendants au trône Danois en 812. Il appartient à la lignée Harald qui est en compétition avec celle de Godfred  pour le pouvoir sur le Danemark jusque vers 857 et peut-être au delà.

## La lignée d'Harald
Un premier royaume danois quelque peu consistant existait au VIIIe siècle, culminant avec les exploits guerriers du roi Godfred contre l'Empire carolingien. Etat dynastique précoce, il était néanmoins fragile et soumis à la concurrence entre différentes lignées ou branches royales. Les règles de succession héréditaire n'existaient pas à cette époque. Les annales franques documentent les règnes de Sigfred (vers 770-vers 804) et de Godfred (vers 804-810) qui aurait pu être son fils. Le trône revint ensuite au neveu de Gudfred, Hemming (810-812). Cependant, il y avait aussi une autre lignée, dont le premier représentant connu était le roi Harald. Ce Harald a peut-être régné avant Sigfred, bien qu'il ait également été suggéré qu'il eut un bref règne vers 800. Comme certains noms sont communs aux deux lignées, il est vraisemblable qu'elles étaient liées . L'un des petits-fils ou neveux de Harald, Hemming (mentionné en 812-813), a été vraisemblablement identifié avec un roi viking en Frise, Hemming Halfdansson (mort en 837). Ainsi, Harald peut avoir été le père ou le frère d'un autre membre de cette dynastie appelé Halfdan qui aurait été le père d'un certain nombre de rois et prétendants ultérieurs : Anulo, Harald Klak, Ragnfred et Hemming. Ce Halfdan, a-t-on suggéré, aurait pu être le Halfdan qui était l'envoyé du roi Sigfred auprès des Francs en 782, et un chef du même nom qui s'est soumis à Charlemagne en 807.

## La bataille de 812
Le roi Hemming, neveu de Gudfred, meurt en 812 après un règne court. Un autre neveu de Gudfred, Sigfred, souhaite lui succéder mais il rencontre immédiatement l'opposition d'un prince appelé Anulo. Son nom inhabituel peut être comparé au nom royal suédois Onela de l'épopée de Beowulf et correspond au norrois Áli (Ale). Anulo était le neveu ou le petit-fils (nepos) du roi Harald. Selon une autre interprétation de l'entrée de l' annale latine (Anulo nepos Herioldi, et ipsius regis), il était le neveu de Harald et de l'ancien roi, c'est-à-dire Hemming. Ses frères cadets étaient Harald Klak, Ragnfred et Hemming, ce qui fait probablement de lui le fils du Halfdan de 807. En fait, les frères représentaient une fraction pro-carolingienne contre la maison de Gudfred. Comme ils ne parvenaient pas à s'entendre sur une solution, Anulo et Sigfred rassemblèrent des partisans et se rencontrèrent dans une bataille épique en 812. Selon les Annales franques, la lutte coûta la vie à pas moins de 10.940 hommes, ce qui la rendait exceptionnellement sanglante pour l'époque. Anulo ainsi que Sigfred trouvent la mort dans le bain de sang, qui se solde nénamoins  par une victoire du parti d'Anulo. Ses partisans intronisent ses frères Harald Klak et Ragnfred comme co-dirigeants, et la partie vaincue est obligée de l'accepter. Les deux rois envoient immédiatement des émissaires à Charlemagne afin de faire la paix et demandent que le quatrième frère Hemming soit libéré. Apparemment, Hemming avait été laissé à l'empereur en otage, suggérant une sorte d'entente avec la cour carolingienne. Cependant, les cinq fils de Gudfred et leurs partisans cherchérent refuge chez les Suédois. L'année suivante, en 813, ils reviennent et expulsent Harald et Ragnfred . C'est le début d'une longue période de rivalité entre les maisons Gudfred et Harald, qui entraîna souvent l'intervention carolingienne.

## Anulo devient Hring
Le combat entre Sigfred et Anulo est brièvement évoqué et quelque peu traité de manière erronée dans la chronique ecclésiastique d'Adam de Brême, Gesta Hammaburgensis Ecclesiae Pontificum (vers. 1075). L'ouvrage répandu pendant le  haut Moyen Âge influence l'historiographie nordique, directement et indirectement. Le nom rare de Anulo est mal interprété en  (Latin annulus correspond au nordique ring c'est-à-dire: anneau) pendant que  Sigfred est le traduit par le nom médiéval bien connu de Sigurd. Les listes de rois danois  et les chroniques comme la Gesta Danorum de Saxo Grammaticus (vers 1200) créent le nom double Sigurd Hring, un souverain qui engendre le fameux souverain Ragnar Lodbrok, qui a son tour est confondu avec le frère et successeur d'Anulo, Ragnfred,.